# Argosuko
Argosuko is een bestuurslaag in het regentschap Malang van de provincie Oost-Java, Indonesië. Argosuko telt 4548 inwoners (volkstelling 2010).